# Altes Observatorium von Peking
Koordinaten: 39° 54′ 21,8″ N, 116° 25′ 40,7″ O

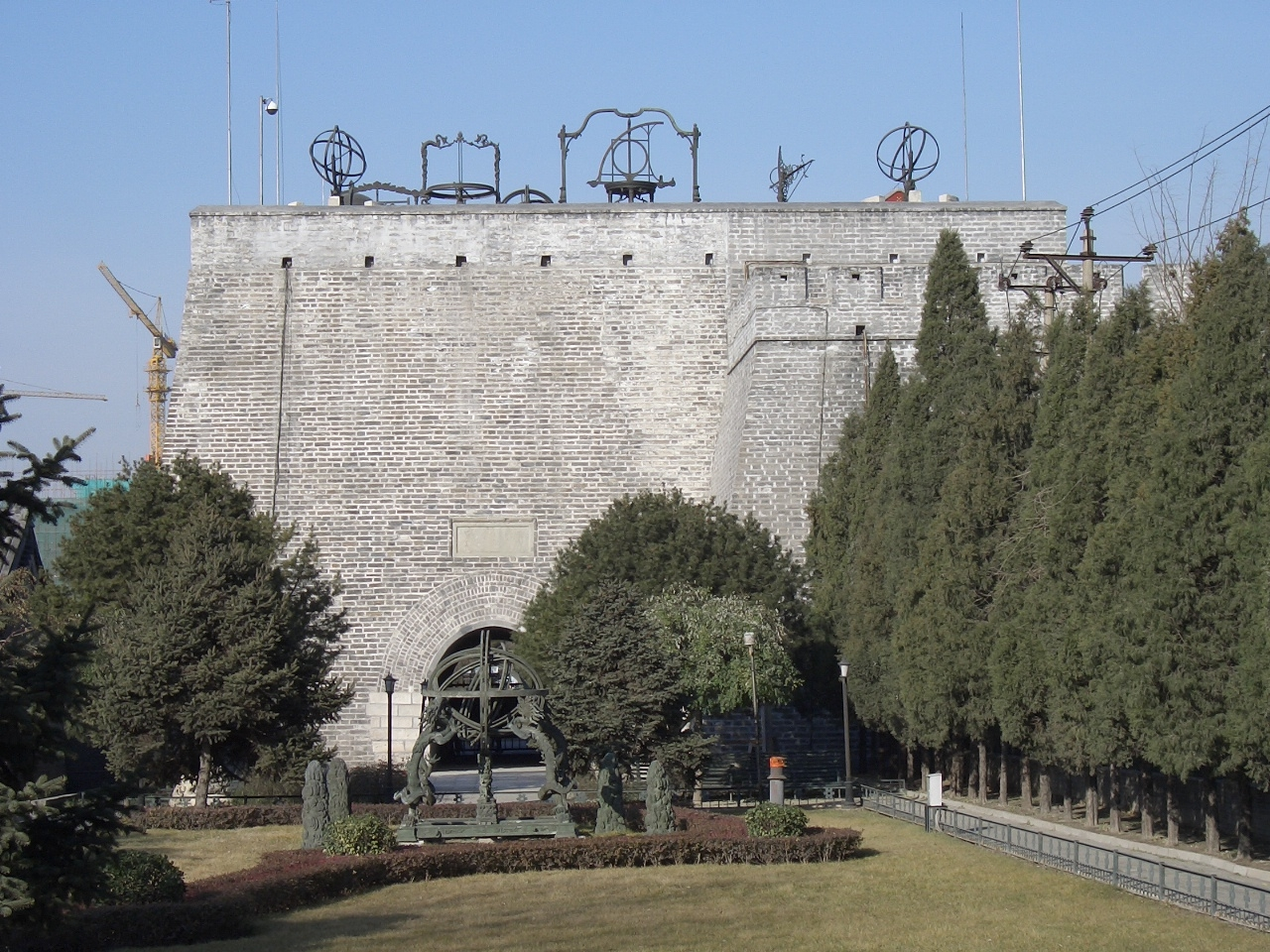
Rückseite der Plattform des Alten Observatoriums, Ansicht von Süden

Das Alte Observatorium von Peking (chinesisch 北京古觀象台 / 北京古观象台, Pinyin Běijīng gǔ guānxiàngtái) ist ein Observatorium in Peking, welches vor der Erfindung des Teleskops in der Zeit der Ming-Dynastie 1442 gebaut wurde. Es diente der Positionsbestimmung der Gestirne und zur Verbesserung der Positionsberechnungen für Sonne, Mond und Planeten. Weil der Chinesische Kalender sich an den realen Positionen von Sonne und Mond orientierte, waren derartige Beobachtungen für die Festlegung der Kalenderdaten unerlässlich.

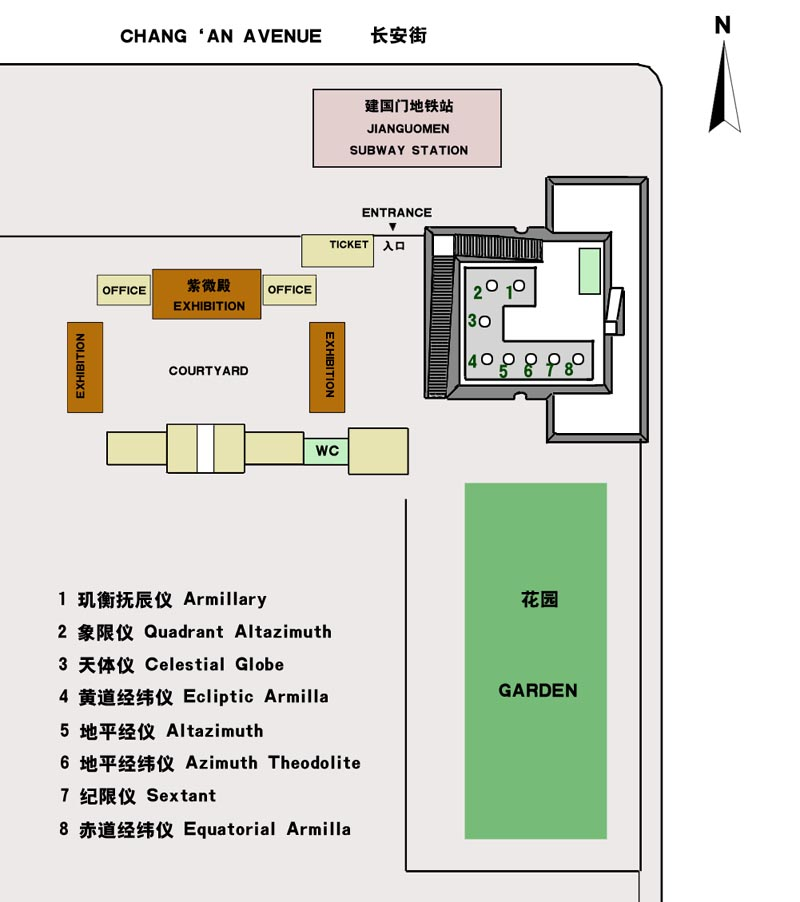
Plan des Observatoriums

Als eines der ältesten erhaltenen Observatorien der Welt bedeckt das Alte Observatorium von Peking eine Fläche von 10000 Quadratmetern. Der Beobachtungsturm hat eine 10 Meter hohe Plattform auf dem Dach des heutigen astronomischen Museums, auf der einige bronzene Instrumente stehen. Er war Teil der Alten Stadtmauer von Peking und diente seinerzeit selbst auch als Gnomon.

## Geschichte
Die Sternwarte wurde in der Yuan-Dynastie unter Kublai Khan im Jahre 1279 von den Astronomen Wáng Xún (王恂)、und Guō Shǒujìng (郭守敬) in der Nähe des heutigen Standortes gegründet. Ziel war es unter anderem, den fehlerhaften alten Kalender zu reformieren. Kopien der ursprünglichen Instrumente aus dieser Zeit befinden sich westlich vom Beobachtungsturm um die heutigen Ausstellungsgebäude.
Der markante heutige Beobachtungsturm stammt aus der Ming-Dynastie 1442. Während der Qing-Dynastie 1673 wurden die meisten Instrumente von dem Jesuiten Ferdinand Verbiest unter dem Kaiser Kangxi erneuert und erweitert. Später kamen noch der Theodolit (1715) und die neue Armillarsphäre (1744) dazu.
Während des Falls der Qing-Dynastie in der Folge des Boxeraufstandes kamen Alliierte Truppen nach Peking und plünderten das Observatorium. Die Instrumente wurden von Frankreich im Jahre 1902 und von Deutschland im Jahre 1921 wieder zurückgegeben.
Seit 1982 steht es auf der Liste der Denkmäler der Volksrepublik China (2-32).
1983 wurden zum Teil verkleinerte Repliken von einigen der ältesten Instrumente hergestellt und im Vorhof an der Stelle des ersten Observatoriums aufgestellt. Die Originale befinden sich noch in Nanjing, wohin sie im Jahre 1931 zum Schutz vor japanischen Truppen gebracht worden sind.

## Instrumente
Die heutigen Instrumente stammen überwiegend aus der Erneuerung durch den belgischen Jesuiten Ferdinand Verbiest aus dem Jahre 1673. Zwar war in dieser Zeit schon das Fernrohr in Europa bekannt, aber weltweit wurden Positionsbeobachtungen nach wie vor überwiegend ohne optische Hilfsmittel durchgeführt.

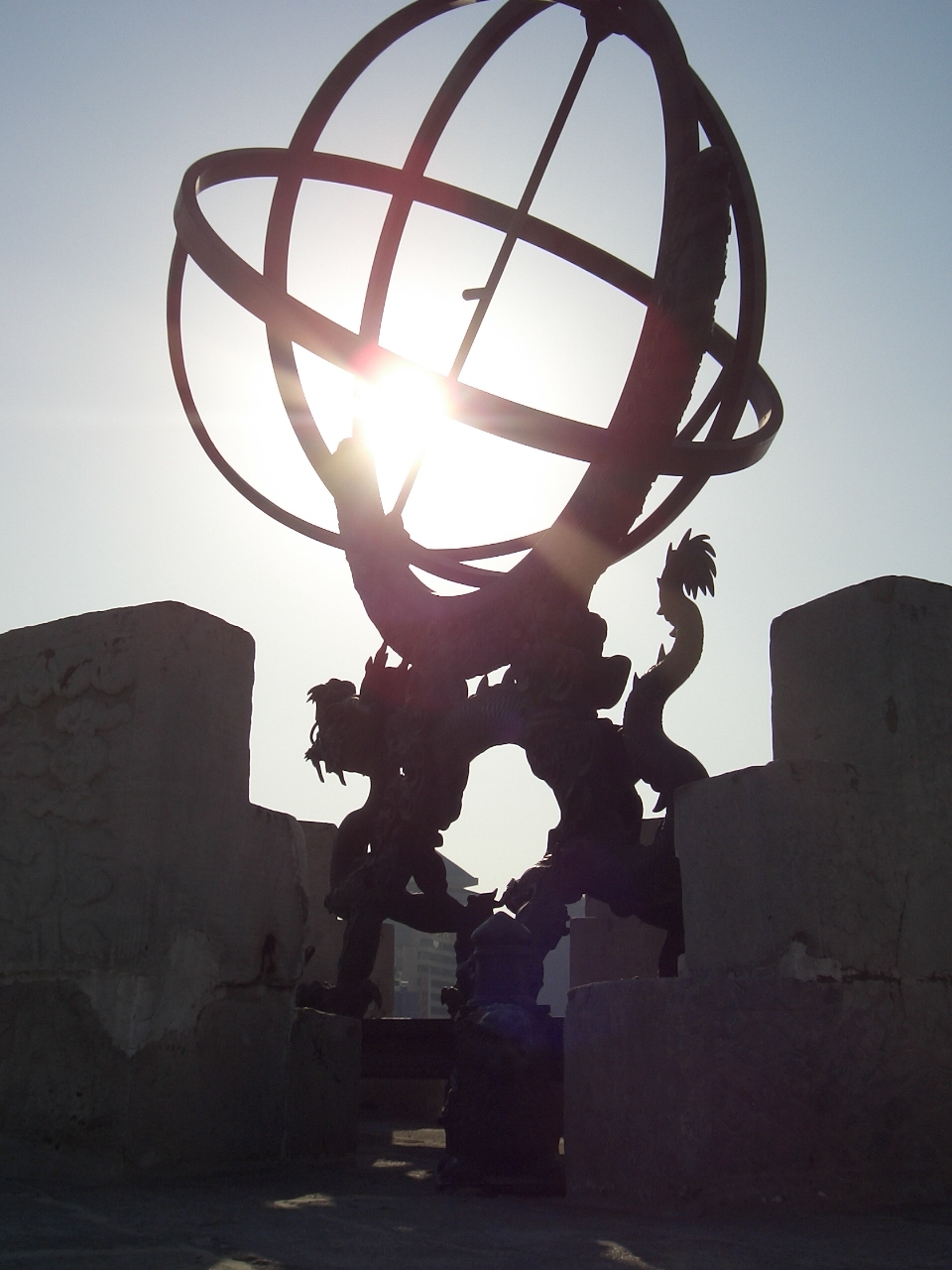
Armillarsphäre

Auf der Plattform befinden sich heute folgende Instrumente:
- Die sog. „neue“ Armillarsphäre aus dem Jahre 1744 von den Jesuiten Ignatius Koegler und August de Hallerstein. Sie diente dazu, um sowohl die die äquatorialen Koordinaten als auch die Auf- und Untergangszeiten von Himmelskörpern zu bestimmen. Sie hat zwei Rektaszensionskreise zur Differenzmessung äquatorialer Koordinaten. Zur Verbesserung der Messgenauigkeit hat sie Justierschrauben und auswechselbare Lager-Verschleißteile.[1]
- Der Quadrant aus dem Jahre 1673 wurde zur Messung der Höhe bzw. der Zenitdistanz von Himmelskörpern verwendet.[2]
- Der Himmelsglobus aus dem Jahre 1673 als Sternatlas und zum Ablesen von Positionen, Auf- und Untergangszeiten der Gestirne.[3]
- Die ekliptische Armillarsphäre aus dem Jahre 1673, bestehend aus zwei ineinander drehbaren Bronzescheiben. Sie diente zur Positionsbestimmung von ekliptikalen Koordinaten, z. B. von Sonne, Mond und Planeten. Der innere Kreis kann hier auf die Ekliptik zentriert werden.[4]
- Das Altazimut-Instrument aus dem Jahre 1673 wurde zur Messung sowohl der Höhe als auch des Azimut verwendet.[5]
- Der Theodolit aus dem Jahre 1715 von Kilian Stumpf diente ähnlich wie das obige AltAzimut-Instrument der Messung von Höhe und Azimut.[6]
- Der Sextant aus dem Jahre 1673 wird zur Messung des Winkels zwischen Himmelskörpern verwendet, auch zur Bestimmung des Winkeldurchmessers von Sonne und Mond.[7]
- Die äquatoriale Armillarsphäre zur äquatorialen Koordinatenbestimmung von Gestirnen aus dem Jahre 1673.[8]

## Umgebung
Auf dem Gelände des älteren Teils im Vorhof der Ausstellungsgebäude befinden sich Replika aus dem Jahre 1983 der älteren Instrumente. Die Originale stehen im modernen Purple-Mountain-Observatorium in Nanjing:
- eine große Armillarsphäre von 1439.[9]

- die sog. vereinfachte Armillarsphäre (Torquetum) von Guō Shǒujìng aus dem Jahre 1276 im Maßstab 1:3.[10]

Diese beiden Armillarsphären hatten ursprünglich an der Basis wassergefüllte Becken zur genauen Nivellierung. Die vereinfachte Armillarsphäre hat schon Vorläufer unserer heutigen Wälzlager.
- ein Gnomon zur Bestimmung des exakten Mittagszeitpunktes und der Sonnenhöhe aus der Ming-Zeit.[11]

Die Konstruktion des Gnomons geht auch auf Guō Shǒujìng zurück und entspricht seinem Gaocheng-Observatorium in kleinerem Maßstab.
Auch dieses Instrument hat eine Wasserrinne zur genauen Nivellierung.
- eine Äquatorialsonnenuhr aus der Ming-Zeit.[12]

- ein quadratischer Koordinatenmesstisch mit Gnomon von Guō Shǒujìng 郭守敬 aus der Yuan-Dynastie (1279–1368).[13]

Im Garten südlich des Beobachtungsturmes stehen zwei weitere noch betriebsbereite Armillarsphären.